# 大久保傳藏
大久保 傳藏（おおくぼ でんぞう、1901年12月4日 - 1986年9月11日）は、日本の政治家。衆議院議員（1期）。山形市長（3期）。山形市名誉市民。勲四等旭日小綬章、紺綬褒章を受章。

## 経歴・人物
山形県山形市出身。1928年中央大学法学部卒。東洋モスリンに入り、東洋紡績労務課長を経て、1942年の第21回衆議院議員総選挙（いわゆる「翼賛選挙」）では山形1区（当時）から翼賛政治体制協議会の推薦を受けずに立候補したため落選した。その後、恩賜財団戦災援護会啓発課長となる。
1946年の第22回衆議院議員総選挙において山形県から日本進歩党公認で立候補して当選する。進歩党内では遊説部長となったが、翌年、公職追放となった。1952年追放解除。1954年に山形市長に就任する。
山形市は昭和の大合併による周辺の村を編入し、市域を拡大した。就任の翌1955年には、市役所に企画課と農村課を設置、「山形市総合企画審議条例」を議会に提出、可決され、条例に基づく「山形市総合企画審議会」が発足した。1958年には同審議会から「山形市総合計画書」が市長に提出され、これに基づく「近代田園都市建設」を市長として3期12年で取り組むこととなった。
1966年に山形市長を辞任し、自由民主党山形県連の支援を受けて翌年の山形県知事選に出馬するが、現職の安孫子藤吉知事に敗れる。退任後は、斎藤茂吉記念館の設立などに尽力した。
1986年死去。84歳没。
子息に山形放送勤務などを経て、山形国際ドキュメンタリー映画祭理事長を務めた大久保義彦がいる（2019年12月死去）。

## 著書
- 『西ドイツの農業をみて 日本農業をどうしたらよいか』山形県農業会議、1960年。
- 『私の外遊記』山形荷札、1960年。
- 『忘れてならぬ歴史の一頁―徳をもって怨に酬ゆる』時事通信社、1970年。
- 『歴史の証言―日華関係ー恩を仇で返してよいのか』サンケイ新聞社出版局、1974年。
- 『歴史は教える 秘録・中華民国と日本』早稲田出版、1981年。